# Ruta de Wood-Ljungdahl

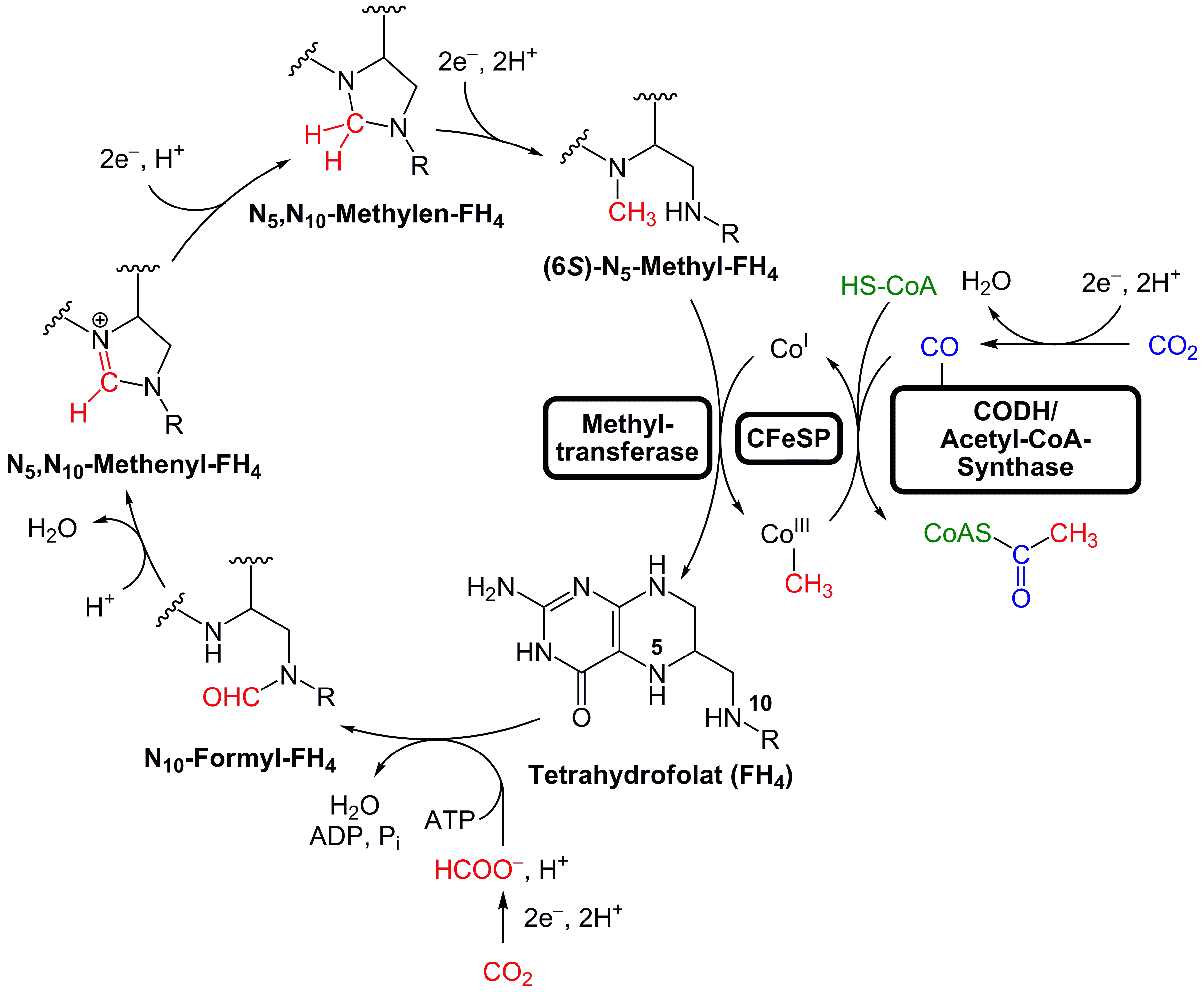
Diagrama de la ruta reductora de la acetil-CoA.

La Ruta de Wood–Ljungdahl es un conjunto de reacciones bioquímicas empleadas por algunas bacterias y archaeas. También se la conoce como la ruta reductora de la acetil-CoA. Esta ruta permite a ciertos organismos utilizar el hidrógeno como donante de electrones y dióxido de carbono como aceptor, así como principio elemental para la biosíntesis. 
En esta ruta metabólica, el dióxido de carbono se reduce a monóxido de carbono, que pasa entonces a la acetil-CoA. Participan dos enzimas, la CO deshidrogenasa y la acetil-CoA sintasa.  La primera cataliza la reducción del CO
2 y la última combina el CO resultante con un grupo metilo para dar acetil-CoA.
La ruta tiene lugar en bacterias y arqueas metanógenas y bacterias acetógenas como  Clostridium. A diferencia del ciclo de Krebs inverso y el Ciclo de Calvin, este proceso no es cíclico.